# Mare de Déu de Montserrat d'Estagell

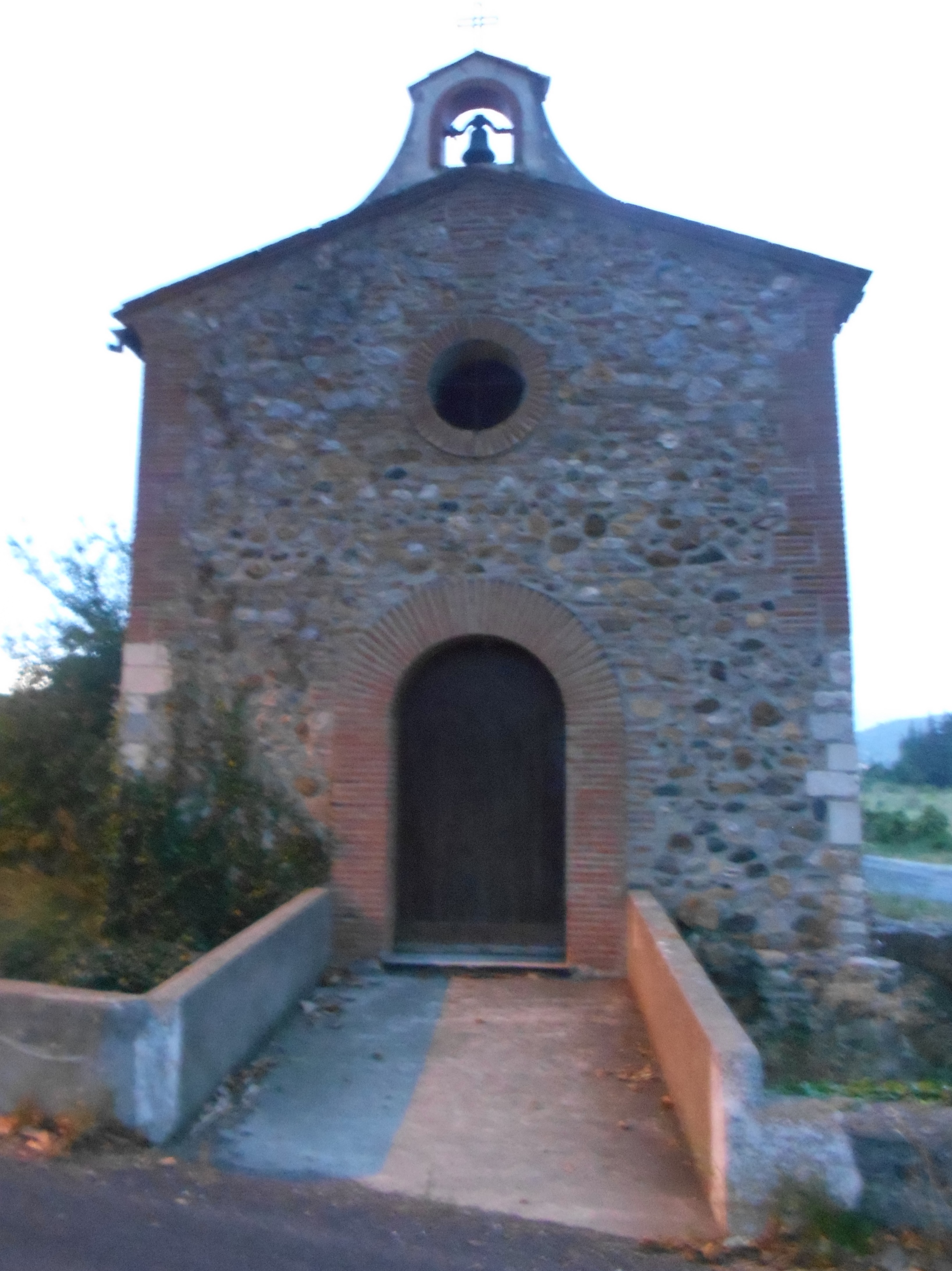
La capella de Montserrat d'Estagell el capvespre

La Mare de Déu de Montserrat d'Estagell és una Capella de la vila i terme comunal d'Estagell, a la comarca del Rosselló (Catalunya Nord).
Està situada a ponent del nucli urbà d'Estagell, prop de l'angle nord-oest del camp de futbol i a prop i a ponent de la torre de l'aigua comunal, a l'Avinguda de la Tor de França.